# Konservierung von Pfarrwitwen
Die Konservierung von Pfarrwitwen und -töchtern bei der Pfarrstelle, auch als Konservierung bei der Pfarre oder Pfarrkonservation bezeichnet, war eine nach Einführung der Reformation in Norddeutschland, vor allem in Mecklenburg und Pommern, aber auch in anderen protestantischen Ländern Mittel- und Nordeuropas übliche Rechtsgewohnheit, wonach der Amtsnachfolger die Witwe oder eine Tochter seines Vorgängers zu heiraten hatte, um an eine Pfarrstelle zu gelangen. Die Konservierung, also Erhaltung der Witwe oder der Tochter an der Pfarrstelle, blieb bis ins 19. Jahrhundert ein verlässliches Mittel der Witwenversorgung.
Diese Verfahrensweise war eine in der Frühen Neuzeit häufig geübte Praxis der sozialen Absicherung von Witwen und Waisen. In ähnlicher Form gab es sie auch bei Handwerkszünften oder unter Fernhandelskaufleuten.

## Geschichte
Mit der Einführung der Reformation in Pommern 1534 und Mecklenburg 1549 wurde den protestantischen Geistlichen die Eheschließung erlaubt. Die Pfarrer wurden zunächst wie bisher überwiegend aus den althergebrachten Pfründen versorgt, die aber oft nicht ausreichten, um den Lebensunterhalt einer Pfarrfamilie zu bestreiten. Die Pfarren erhielten ihre Einkünfte aus den Pfründen von der Kirchengemeinde überwiegend in Form von Naturalien und zu einem geringeren Teil auch als Geldzahlungen, letzteres häufig als die für die Durchführung von Taufen, Trauungen oder Beerdigungen zu zahlenden Gebühren. Die ländlichen Pfarren betrieben meist Landwirtschaft, wofür ihnen die Kirchengemeinde Ackerbestellarbeiten und Fuhrdienste zu leisten hatte. Durch die nach Einführung der Reformation erfolgte Säkularisation und infolge des Dreißigjährigen Krieges und den Wirren der Nachkriegszeit verloren viele Pfarren ihre Landbesitzungen. Ebenso verringerte sich durch Verarmung der Bauern und die Reduzierung der Bauernstellen durch Bauernlegen (Enteignung der Bauern) die Höhe der Zehnteinkünfte.
Konnte ein verheirateter Pfarrer keine finanziellen Rücklagen bilden, wurde die Versorgung seiner Hinterbliebenen im Todesfall zu einem Problem. Ihnen wurde ein Gnadenjahr oder Gnadenhalbjahr zugestanden, in dem ihnen die vollen Einnahmen des Verstorbenen zugestanden wurden. In dieser Zeit hatte die Witwe für einen Vertreter für die Gottesdienste und die Durchführung der Sakramente zu sorgen, der auch die entsprechenden Gebühren erhielt. Mitunter wurde den Witwen auch danach ein geringer Anteil an den Pfründen, in einigen Fällen auch eine Verlängerung des Gnadenjahrs zugestanden, meist standen sie aber anschließend mittellos da.
Die Pfarramtskandidaten, die sich durch die Konservierung eine Pfarrstelle sicherten, konnten aus der Situation der Frauen Vorteile ziehen: Die Pfarrwitwe brachte ihr komplettes Inventar mit in die Ehe ein, das heißt, der Nachfolger bezog ein fertig möbliertes und ausgestattetes Pfarrhaus. Sie war des Weiteren erfahren in den Tätigkeiten einer Pfarrfrau, zu denen unter anderem die Erzeugung und Verarbeitung von landwirtschaftlichen Produkten, die Führung eines großen Haushaltes und die Anleitung des Personals gehörten.
Die oftmals in miserablen wirtschaftlichen Verhältnissen lebenden Kandidaten konnten durch die Konservierung eventuelle Mängel in ihrer Ausbildung oder ihrem Examen kompensieren, um so an die Pfarrstelle zu gelangen. Auch moralische Gründe wie Barmherzigkeit, Mitleid und Christenpflicht gegenüber der Witwe und den Kindern des Vorgängers sind in Betracht zu ziehen.

### Mecklenburg
Während die erste Mecklenburger Kirchenordnung von 1552 nur anmahnte, „das man ire arme Weib und Kinder nicht mit hunger sterben lasse“, regelten die folgenden Kirchenordnungen ab 1602 die Versorgung der Pfarrwitwen und das Gnadenjahr bereits detaillierter. Der Versuch im Jahr 1757, das Gnadenjahr bei den landesherrlichen Kirchenpatronaten abzuschaffen und stattdessen den Hinterbliebenen in jedem Fall die Hälfte der bisherigen Einkünfte zu zahlen, schlug fehl und wurde in der Kirchenordnung von 1779 vollständig revidiert. Nach dem Ablauf des Gnadenjahrs standen die Pfarrerswitwen jedoch meist völlig ohne Einkommen da, denn nur die reichen Kirchengemeinden konnten es sich leisten, für die Versorgung der Hinterbliebenen zusätzliche Mittel aufzubringen.
In Mecklenburg erfolgte 1551 in Röbel die erste belegte Konservierung, eine Häufung trat nach 1580 auf. Die Konservierung erwies sich häufig und auf längere Zeit als ein bewährtes Mittel zur Witwenversorgung und wurde bald als Rechtsanspruch angesehen. Die in den Kirchenordnungen enthaltenen Passagen, in denen die Bevorzugung eines heiratswilligen Pfarramtskandidaten ermöglicht wurde, wurden meist als Gebot oder gar Pflicht interpretiert. Die Rechtmäßigkeit dieser Bevorzugung wurde von einigen Herzögen wie Christian I. angezweifelt, der 1660 dazu, vermutlich an der Universität Wittenberg, ein Rechtsgutachten anfertigen ließ. Der klaren Ablehnung in diesem Gutachten wie auch der des Rostocker Juristen Johann Quistorp, der die Konservierung mit einer Frauenherrschaft verglich, folgten jedoch keine durch die Regierenden gesteuerten Verbesserungen der Witwenversorgung.
Anfang des 18. Jahrhunderts erreichte die Konservierung als sicherste Form der Hinterbliebenenversorgung in Mecklenburg ihren Höhepunkt. 1704 hatte etwa ein Drittel der verheirateten mecklenburgischen Pfarrer die Witwe oder eine Tochter des Vorgängers geheiratet, wobei die Zahl der Töchter mit 67 die der Witwen mit 54 leicht überwog. Ohne Berücksichtigung der vier größten Städte Rostock, Wismar, Schwerin und Güstrow, in denen diese Praxis mit Hilfe von Witwenkassen zurückgedrängt werden konnte, erreichte der Anteil der Konservierungen mehr als 42 Prozent. In den landesherrlichen Patronaten in Mecklenburg-Schwerin lag der Anteil der Konservierung fast doppelt so hoch wie in den ritterschaftlichen.
Die gängige Konservierungspraxis erschwerte durch ihre Existenz das frühe Aufkommen versicherungsartiger Versorgungsalternativen. Ende des 17. Jahrhunderts und Anfang des 18. Jahrhunderts wurden in Mecklenburg die ersten Witwenkassen, -fonds oder -stiftungen eingerichtet, die von einzelnen oder mehreren örtlichen Pfarrern gegründet wurden, um ihren Frauen eine Witwenversorgung zu verschaffen und die Notwendigkeit zur Konservierung zu beenden. Ebenso existierten Stiftungen wohlhabender Gemeindemitglieder, Kirchenpatrone und Angehöriger fürstlicher Häuser. Die bereits 1623 von der 1592 verwitweten Herzogin Sophie von Mecklenburg eingerichtete Sophienstiftung sah neben der Versorgung von adligen und bürgerlichen Witwen auch Pfarrwitwen unter ihren Nutznießern. Die Gründung landesherrlich unterstützter Witwenkassen erfolgte in der zweiten Hälfte des 18. Jahrhunderts, unter anderem auf Vorschlag des Rostocker Theologen Bernhard Friedrich Quistorp. Die Großherzogliche Witwenkasse von 1835 war die erste alle Kirchendiener einschließende Institution der Witwenversorgung in Mecklenburg. Die letzten Konservierungen sind für Mecklenburg in der Mitte des 19. Jahrhunderts belegt.

### Pommern
Pommern war das einzige protestantische deutsche Land, in dem die Konservierung einen ähnlichen Stellenwert wie in Mecklenburg erlangte.
Die pommersche Generalsynode von 1545 sah keine andere Möglichkeit zur Witwenversorgung und billigte deshalb die Konservierung. Mit dem „Consilium Pomeranicorum Theologorum de anno gratiae“ der Synode von 1572 wurde die Heirat der Witwe oder Tochter des Vorgängers zur moralischen Pflicht erklärt. Gegnern der Konservierung, wie dem Stralsunder Superintendenten Jakob Crusius, gelang es nicht, diese Praxis einzuschränken. Crusius urteilte 1575, die Kirchen würden den Pfarrwitwen und Pfarrtöchtern zur Mitgift als Lehen überlassen. Herzog Philipp Julius unterstützte die Konservierung und intervenierte zugunsten der Wünsche von Witwen und Predigertöchtern.
Auf Rügen musste der Pfarrer, der nach dem Wendisch-Rügischen Landgebrauch Eigentümer des Pfarrhofes (Wedeme) war, für den Erhalt von Haus und Umfriedung selbst aufkommen. Die entstandenen Kosten konnten als so genanntes „Erbegeld“ auf den Pfarrhof festgeschrieben werden. Da hier im Einzelfall bis zu 800 Mark Sundisch anfielen, konnte dies für den Nachfolger eine kaum tragbare Belastung bedeuten. Durch die Konservierung konnte die Zahlung des Erbegeldes umgangen werden, was zu deren Verbreitung auf der Insel beitrug.
Die schwedische Regierung in Pommern bestätigte 1663 im „Haupt-Kommissions-Rezeß“ die Beschlüsse der pommerschen Synoden. In Schwedisch-Pommern war im 17. und bis ins 18. Jahrhundert hinein die Vergabe einer Pfarrstelle an die Einwilligung des Kandidaten in eine eventuell gewünschte oder erforderliche Konservierung gebunden. Während der dänischen Besetzung des nördlichen Vorpommerns im Großen Nordischen Krieg verordnete der dänische König Friedrich IV. die Aufhebung dieser Verfahrensweise. Die eigentlichen Probleme der Witwenversorgung lösten die Dänen aber nicht, abgesehen von der Errichtung von Pfarrwitwenhäusern, wie das 1720 in Groß Zicker gebaute. Mit der Rückgabe des Landesteils an Schweden wurden die alten Verhältnisse wieder eingeführt und blieben bis zur Mitte des 18. Jahrhunderts in Neuvorpommern und Rügen wirksam.
Einsprüche von Kirchenpatronen vereitelten bereits im 17. Jahrhundert erfolgreich Konservierungen, die Gegnerschaft gewann zahlreichen Zuspruch, so dass der Höhepunkt der Pfarrwitwenkonservierung in den pommerschen Landesteilen bereits in der ersten Hälfte des 18. Jahrhunderts überschritten wurde. 1775 wurde in Schwedisch-Pommern eine „Allgemeine Prediger-Witwen- und Waisen-Verpflegungsgesellschaft“ nach Vorbild einer gleichnamigen mecklenburgischen Institution gegründet. In Hinterpommern und Altvorpommern wurde die Konservierungspraxis mit Unterstützung der brandenburgisch-preußischen Landesherren zurückgedrängt.

### Andere Territorien
Auch in anderen Teilen Norddeutschlands sind Konservierungen belegt, so in der Mark Brandenburg, im Kurfürstentum Sachsen, im Herzogtum Sachsen-Gotha und in Ostpreußen und im dänischen Gesamtstaat. Darüber hinaus ist diese Praxis für Schweden und Finnland bezeugt.

#### Brandenburg
In der Mark Brandenburg sind für das 17. Jahrhundert Konservierungen belegt. Über den Umfang sind nach dem gegenwärtigen Stand der Forschung keine Aussagen möglich. Kurfürst Friedrich III. erließ 1698/99 ein „Juramentum simoniae“ für Pfarramtsbewerber, um die wahrscheinlich auch hier verbreitete Praxis abzuschaffen, die als Ämterkauf angesehen wurde.

#### Mitteldeutschland
Im Kurfürstentum Sachsen wurden bereits in der Mitte des 16. Jahrhunderts die ersten Pfarrwitwenkassen eingerichtet, so dass die Konservierung nicht die gleiche Verbreitung wie in Norddeutschland fand. Kurfürst Johann Georg I. lehnte 1618 den Wunsch des Wittenberger Konsistoriums ab, eine Pfarrerstochter am Ort zu erhalten.
Im Herzogtum Sachsen-Gotha heirateten zwischen 1650 und 1750 an 29 von 114 Pfarrorten die Amtsnachfolger eine Witwe oder Tochter des Vorgängers. Bei den meisten der 876 Pfarrer in diesem Zeitraum fehlen jedoch Angaben zur Ehefrau, so dass die tatsächliche Zahl höher gelegen haben könnte.

#### Ostpreußen

Ännchen von Tharau

Dokumentiert ist hier die Geschichte der Anna Neander, die im 17. Jahrhundert lebte und zwei Amtsnachfolger ihres ersten Mannes heiratete. Sie hat das Volkslied Ännchen von Tharau inspiriert.

#### Schweden und Finnland
Die Erblichkeit von Pfarrstellen wurde in der schwedischen Kirchenordnung von 1571 und im Kirchengesetz ausdrücklich verneint, die Bevorzugung von Pfarrersöhnen oder von Schwiegersöhnen bei der Pfarrerwahl jedoch ebenso vorgeschrieben. Diese Art der Konservierung des Erbes war aber auch in anderen Lebensbereichen üblich.